# Баньюэлос, Антонио
Хуа́н Анто́нио Баньюэ́лос (англ. Juan Antonio Bañuelos; род. 23 сентября 1979, Туларе) — американский боец смешанного стиля, представитель легчайшей и наилегчайшей весовых категорий. Выступал на профессиональном уровне в период 2001—2014 годов, известен по участию в турнирах бойцовских организаций WEC, UFC, Dream, Legacy FC и др. Был претендентом на титул чемпиона WEC в легчайшем весе.

## Биография
Антонио Баньюэлос родился 23 сентября 1979 года в Туларе, штат Калифорния.

### Начало профессиональной карьеры
Дебютировал в смешанных единоборствах на профессиональном уровне в июне 2001 года, выиграв у своего соперника техническим нокаутом в первом же раунде. Дрался в небольших американских промоушенах, таких как IFC Warriors Challenge, Warriors Quest, UAGF и Rumble on the Rock.

### World Extreme Cagefighting
Начиная с 2002 года Баньюэлос состоял в крупной американской организации World Extreme Cagefighting — выступал в ней практически на протяжении всего времени её существования, проведя здесь в общей сложности 14 поединков. Является, в частности, рекордсменом WEC по количеству одержанных побед — выигрывал девять раз наравне с Юрайей Фейбером и Попписом Мартинесом.
Благодаря череде удачных выступлений в мае 2006 года удостоился права оспорить введённый титул чемпиона WEC в легчайшей весовой категории, но в первом же раунде чемпионского боя был нокаутирован другим претендентом Эдди Уайнлендом.
В дальнейшем выиграл у Коула Эсковедо и Майка Френча, но проиграл Чарли Валенсии. Его поединок со Скоттом Йоргенсеном, продлившийся всё отведённое время и закончившийся раздельным решением в пользу Баньюэлоса, получился очень зрелищным, по мнению генерального менеджера WEC Рида Харриса, мог претендовать на звание лучшего боя года. Тем не менее, через некоторое время между ними состоялся бой-реванш, и на сей раз по очкам выиграл Йоргенсен.
Последний раз дрался в клетке WEC в сентябре 2010 года, выиграв единогласным решением у Чеда Джорджа.

### Ultimate Fighting Championship
Когда в октябре 2010 года организация WEC была поглощена более крупным игроком на рынке смешанных единоборств Ultimate Fighting Championship, все сильнейшие бойцы оттуда автоматически перешли на контракт к новому владельцу, в том числе перешёл и Баньюэлос. Однако ему довелось провести в UFC только один бой — в феврале 2011 года он встретился с таким же выходцем из WEC Мигелем Торресом и проиграл единогласным судейским решением. На этом поражении его сотрудничество с организацией подошло к концу.

### Dream
Покинув UFC, Баньюэлос присоединился к крупной японской организации Dream и сразу же стал здесь участником гран-при легчайшего веса. На стадиях четвертьфиналов и полуфиналов благополучно прошёл местных японских бойцов Хидэо Токоро и Масакадзу Иманари, но в решающем финальном поединке был остановлен бразильцем Бибиану Фернандисом.

### Legacy Fighting Championship
В 2012—2013 годах находился на контракте у техасского промоушена Legacy Fighting Championship, где в общей сложности провёл три поединка в рамках наилегчайшего дивизиона: дважды проиграл, в одном случае была зафиксирована ничья.

### Tachi Palace Fights
В августе 2014 года провёл бой в организации Tachi Palace Fights, техническим нокаутом во втором раунде проиграл Джоби Санчесу.

## Статистика в профессиональном ММА
| Боёв 32  | Побед 20 | Поражений 11 |
| -------- | -------- | ------------ |
| Нокаутом | 7        | 5            |
| Сдачей   | 1        | 2            |
| Решением | 12       | 4            |
| Ничьи    | 1        | 1            |

| Результат | Рекорд  | Соперник          | Способ                       | Турнир                                      | Дата             | Раунд | Время | Место              | Примечание                                     |
| --------- | ------- | ----------------- | ---------------------------- | ------------------------------------------- | ---------------- | ----- | ----- | ------------------ | ---------------------------------------------- |
| Поражение | 20–11–1 | Джоби Санчес      | TKO (остановлен секундантом) | TPF 20: Night of Champions                  | 7 августа 2014   | 2     | 2:41  | Лемор, США         |                                                |
| Поражение | 20–10–1 | Алп Озкылыч       | TKO (удары руками)           | Legacy Fighting Championship 20             | 31 мая 2013      | 1     | 0:30  | Корпус-Кристи, США |                                                |
| Ничья     | 20–9–1  | Рафаэл ди Фрейтас | Раздельное решение           | Legacy Fighting Championship 18             | 1 марта 2013     | 3     | 5:00  | Хьюстон, США       |                                                |
| Поражение | 20–9    | Джош Сампо        | Единогласное решение         | Legacy Fighting Championships 14            | 14 сентября 2012 | 3     | 5:00  | Хьюстон, США       | Дебют в наилегчайшем весе.                     |
| Поражение | 20–8    | Бибиану Фернандис | TKO (удары руками)           | Fight For Japan: Genki Desu Ka Omisoka 2011 | 31 декабря 2011  | 1     | 1:21  | Сайтама, Япония    | Финал гран-при Dream в легчайшем весе.         |
| Победа    | 20–7    | Масакадзу Иманари | Раздельное решение           | Fight For Japan: Genki Desu Ka Omisoka 2011 | 31 декабря 2011  | 2     | 5:00  | Сайтама, Япония    | Полуфинал гран-при Dream в легчайшем весе.     |
| Победа    | 19–7    | Хидэо Токоро      | Раздельное решение           | Dream 17                                    | 24 сентября 2011 | 3     | 5:00  | Сайтама, Япония    | Четвертьфинал гран-при Dream в легчайшем весе. |
| Поражение | 18–7    | Мигель Торрес     | Единогласное решение         | UFC 126                                     | 5 февраля 2011   | 3     | 5:00  | Лас-Вегас, США     |                                                |
| Победа    | 18–6    | Чед Джордж        | Единогласное решение         | WEC 51                                      | 30 сентября 2010 | 3     | 5:00  | Брумфилд, США      |                                                |
| Поражение | 17–6    | Скотт Йоргенсен   | Единогласное решение         | WEC 48                                      | 24 апреля 2010   | 3     | 5:00  | Сакраменто, США    |                                                |
| Победа    | 17–5    | Кэндзи Осава      | Единогласное решение         | WEC 44                                      | 18 ноября 2009   | 3     | 5:00  | Лас-Вегас, США     |                                                |
| Победа    | 16–5    | Скотт Йоргенсен   | Раздельное решение           | WEC 41                                      | 7 июня 2009      | 3     | 5:00  | Сакраменто, США    |                                                |
| Победа    | 15–5    | Брайан Голдсби    | KO (удар рукой)              | PFC 10: Explosive                           | 26 сентября 2008 | 2     | 0:59  | Лемор, США         |                                                |
| Поражение | 14–5    | Мэнни Тапия       | Раздельное решение           | WEC 32                                      | 13 февраля 2008  | 3     | 5:00  | Рио-Ранчо, США     |                                                |
| Победа    | 14–4    | Джастин Роббинс   | Единогласное решение         | WEC 29                                      | 5 августа 2007   | 3     | 5:00  | Лас-Вегас, США     |                                                |
| Поражение | 13–4    | Чарли Валенсия    | KO (удар рукой)              | WEC 26                                      | 24 марта 2007    | 1     | 3:12  | Лас-Вегас, США     |                                                |
| Победа    | 13–3    | Майк Френч        | Единогласное решение         | WEC 25                                      | 20 января 2007   | 3     | 5:00  | Лас-Вегас, США     |                                                |
| Победа    | 12–3    | Коул Эсковедо     | Единогласное решение         | WEC 23                                      | 17 августа 2006  | 3     | 5:00  | Лемор, США         |                                                |
| Поражение | 11–3    | Эдди Уайнленд     | KO (удары)                   | WEC 20                                      | 5 мая 2006       | 1     | 2:36  | Лемор, США         | Бой за титул чемпиона WEC в легчайшем весе.    |
| Победа    | 11–2    | Джеймс Коттрелл   | Единогласное решение         | WEC 19                                      | 17 марта 2006    | 3     | 5:00  | Лемор, США         |                                                |
| Победа    | 10–2    | Кимихито Нонака   | TKO (удары руками)           | FFCF 5: Unleashed                           | 27 января 2006   | 1     | 1:00  | Манджилао, Гуам    |                                                |
| Победа    | 9–2     | Джастин Тавернини | Единогласное решение         | Ultimate Cage Wars 3                        | 22 октября 2005  | 3     | 5:00  | Виннипег, Канада   |                                                |
| Победа    | 8–2     | Эд Томаселли      | TKO (рассечение)             | WEC 17                                      | 14 октября 2005  | 1     | 2:25  | Лемор, США         |                                                |
| Победа    | 7–2     | Майк Линдквист    | Сдача (удушение сзади)       | WEC 14                                      | 17 марта 2005    | 1     | 1:38  | Лемор, США         |                                                |
| Победа    | 6–2     | Брендон Шуи       | TKO (удары руками)           | SF 6: Battleground in Reno                  | 23 сентября 2004 | 1     | 0:22  | Рино, США          |                                                |
| Победа    | 5–2     | Йоби Сонг         | TKO (рассечение)             | Rumble on the Rock 4                        | 10 октября 2003  | 3     | 2:39  | Гонолулу, США      |                                                |
| Победа    | 4–2     | Джим Кикути       | Единогласное решение         | Rumble on the Rock 2                        | 15 марта 2003    | 2     | 5:00  | Гонолулу, США      |                                                |
| Поражение | 3–2     | Джефф Бедард      | Сдача (гильотина)            | WEC 5                                       | 18 октября 2002  | 1     | 0:43  | Лемор, США         |                                                |
| Победа    | 3–1     | Стив Хект         | Единогласное решение         | UAGF 1: Ultimate Cage Fighting 1            | 9 мая 2002       | 2     | 5:00  | Лос-Анджелес, США  |                                                |
| Поражение | 2–1     | Стивен Поллинг    | Сдача (треугольник)          | Warriors Quest 2: Battle of Champions       | 1 августа 2001   | 1     | 0:38  | Гонолулу, США      |                                                |
| Победа    | 2–0     | Брайан Питерсон   | KO                           | IFC Warriors Challenge 14                   | 18 июля 2001     | 3     | 1:51  | Фресно, США        |                                                |
| Победа    | 1–0     | Дэниел Гарлетс    | TKO (удары руками)           | IFC Warriors Challenge 13                   | 15 июня 2001     | 1     | N/A   | Оровилл, США       |                                                |